# Erycia fatua
Erycia fatua är en tvåvingeart som först beskrevs av Johann Wilhelm Meigen 1824.  Erycia fatua ingår i släktet Erycia och familjen parasitflugor. Arten är reproducerande i Sverige. Inga underarter finns listade i Catalogue of Life.